# Диверсія у Веморку
59°52′18″ пн. ш. 8°29′40″ сх. д. / 59.871666666667° пн. ш. 8.4944444444444° сх. д.

Операція Ганнерсайд (англ. Operation Gunnerside) — друга операція Управління спеціальних операцій Великої Британії, здійснена бійцями-десантниками норвезького руху опору, зі знищення німецького заводу важкої води (D2O) Norsk Hydro у Веморку (Норвегія) 1943 р. під час Другої світової війни. Стала однією з головних причин нездатності Третього Рейху розпочати масове виробництво ядерної зброї.

## Географія
Завод Norsk Hydro був розташований на гірському плато Гардангервидда біля містечка Рюкан в області Телемарк. Гардангервидда є найбільшим гірським плато в Європі. Розташоване на висоті 1200—1600 м над рівнем моря. На заході плато межує з Гардангер-Фйордом. На висоті понад 1400 м збереглися декілька льодовиків. Середня температура влітку +15°С, взимку −20°С. Сніговий покрив може досягати 3 м. Через плато з 500-х років н. е. проходять стежки, які були основними шляхами переміщення — влітку на конях, взимку — на санях чи лижах.

### Завод
Об'єкт операції — завод «Норск Гідро» — був неподалік від ГЕС Веморк, що забезпечувала його електроенергією, оскільки виробництво важкої води потребує значних витрат енергії. Його побудували на скельному виступі, з трьох боків оточеному проваллями. Вхід на територію можна було здійснити через підвісний міст на висоті 150 м над глибокою ущелиною та через залізничний насип. Ворота з боку залізниці були найслабшим місцем комплексу — найменша кількість охорони та відсутність замків, окрім звичайного ланцюга на воротах. Кабельним тунелем можна було дістатись до підземного цеху та лінії високої концентрації, а далі — до складу готової важкої води.[джерело?]

## Передумови
Після окупації Німеччиною Норвегії 1940 року до рук німців потрапив завод з виробництва важкої води Норск Гідро, розташований у Веморку. Під час боїв у Норвегії французька розвідка вивезла всі запаси D20 (185 кг), з заводу, але сам завод залишився в робочому стані. Важка вода була потрібна Німеччині для проведення досліджень в області ядерної фізики та створення ядерної бомби зокрема. Зважаючи на це, знищення або виведення з ладу заводу стає однією з найважливіших задач союзників.
28 березня 1942 року британський розвідник Ейнар Скіннарланн висадився на парашуті в Норвегії в районі Гардангервидда із завданням налагодити контакт з групою спротиву. Знайшовши в Рюкані групу норвезьких інженерів заводу «Норск Гідро», він доповів до штабу, що завод має бути виведеним з ладу за будь-яку ціну, оскільки німці планують збільшити виробництво важкої води для своєї ядерної програми.
Одним з перших варіантів знищення було здійснення авіаудару по заводу та його інфраструктурі, але таке вирішення проблеми викликало одразу декілька складностей. По-перше, завод був спроєктований з урахуванням можливості атаки з повітря, його основні конструкції зробили з залізобетону, який міг витримати ураження авіабомбою. По-друге, побоюючись атаки з повітря, німці укріпили завод 88-мм гарматами, 20-мм гарматами Ерлікон, багатьма пунктами спостереження та значною живою силою, що робило бомбардування досить ризикованим. По-третє, норвезький уряд у вигнанні протестував проти такого рішення проблеми — біля заводу знаходилися резервуари з рідким аміаком, у разі їх пошкодження вся територія навколо заводу, включаючи річки, були б заражені, що привело б до значних людських жертв. Керівники штабу розуміли, що в цьому випадку ніхто не може поручитися, що обурені норвежці не перейдуть на бік Німеччини.
Єдиним способом знищення заводу стала десантна операція та штурм. Британський «Об'єднаний центр спеціальних операцій» восени 1942 року почав поспішну розробку операції, що отримала назву «Незнайомець».

## Операція «Незнайомець»
План «Центру» складався з двох частин: спочатку закидають військовий авангард, а після його прибуття на місце операції висаджується група інженерів, саперів та десантників на військовому планері, які й мають виконати підрив. Штурмові групи були сформовані зі спеціально підготовлених норвезьких добровольців. Авангардна група отримала назву «ластівка». Учасники вивчили напам'ять плани місцевості та самого заводу. Десантники мали надіслати до центру радіосигнал «три рожевих слони», як свідчення того, що вони дійшли до місця призначення.
Два рази операцію відкладали через погодні умови. Нарешті, 19 жовтня 1942 р. спеціально натренована команда з чотирьох десантників прибула до Норвегії. До мети вони мали пройти довгий шлях на лижах — ця частина плану отримала назву «Grouse» (укр. «Рябчик»). Їм довелось пройти декілька десятків кілометрів, переносячи на собі 250 кг необхідного вантажу. Німецькі льотчики-розвідники не звертали уваги на «мисливців», що йшли на лижах та в білих маскувальних халатах. Прийшовши до точки, вони закріпились у покинутому будинку в 30 км від Рюкана на висоті 1 500 м та надіслали сигнал до центру — засвідчили, що готові до висадки десанту. З центру надійшов наказ: відвідати точку висадки неподалік від ГЕС та детально її описати. За планом туди вирушила штурмова група в британській уніформі — операція мала армійський характер. Десант повинен був здійснити підрив усіх основних комунікацій та швидко відійти на територію нейтральної Швеції. «Ластівки» провели розвідку та передали до штабу детальний опис місцевості — за їхніми даними умови висадки були надважкими: по-перше, компаси літаків могли давати похибку в цих місцях через наявність значних покладів залізної руди; по-друге, погодні умови також не сприяли десанту — постійні шторми, буревії та низька температура робили орієнтування на місцевості надскладним завданням; по-третє, рельєф місцевості також не був сприятливим до висадки — скуті льодом річки, озера, болота та гірські вершини і відсутність рівних місць для посадки планерів.
Увечері 19 листопада з шотландського аеродрому Вік вирушили два бомбардувальники Галіфакс «Берті» та «Епіл» з десантними планерами типу «Горса» на буксирах. Через годину після злету пропав зв'язок між літаками. «Берті» летів на дуже малій висоті. Його уламки знайшли за 20 км від берегової лінії — зенітного обстрілу не було, тож найбільш вірогідною версію є те, що бомбардувальник не встиг набрати потрібну висоту й врізався в скелю неподалік від Егерсунна. Екіпаж та частина десантників загинули на місці. Ті, що залишились живі, намагались відійти в гори переносячи поранених, але на місце виїхав патруль Вермахту, який їх знайшов. Після нетривалого бою всіх британців розстріляли, на превелике роздратування Гестапо, оскільки тепер з'ясувати мету прибуття диверсантів було неможливо.
«Епіл» вийшов до материка на достатній висоті в 3 000 м. Погода, як обіцяли синоптики, була ясною, але після декількох кіл не було знайдено потрібної точки для висадки планера. Пальне закінчувалось, пілот надіслав до центру повідомлення про сильне обледеніння корпусу та повернув назад. На підході до берегової лінії буксирний трос не витримав та луснув — планер почав падати вниз. Екіпаж передав у центр повідомлення про падіння планера в море, але насправді він упав на північний берег Лізе-Фйорда. Серед 17-ти десантників вижили тільки 9. Але німці вже знали про прибуття британців й займались пошуками. Службі радіоперехоплення вдалось захопити сигнал з літака, тому, знаючи приблизні координати, на берег прибув патруль Вермахту, який знайшов планер. Четверо важкопоранених померли в госпіталі, всіх інших допитали та розстріляли. Тепер контррозвідка Рейху знала, на що полюють британці. Вжили всіх можливих заходів безпеки: посилили замінування місцевості та збільшили гарнізони коло заводу. «Ластівки» були шоковані новиною про загибель десантних груп.
Операція «Незнайомець» провалилася.
Проаналізувавши причини провалу операції, керівники штабу прийшли до висновку, що таких було дві:
- невправність пілотів у керуванні літаком у надскладних умовах постійного заледеніння та змінної погоди і відсутність досвіду роботи з десантними планерами;[10]
- недостатня кількість розвідданих: екіпажі «галіфаксів» не знали рельєфу місцевості, не мали точок для висадки десанту[11].

Незважаючи на провал операції «Незнайомець» та загибель 41-го спецпризначенця, Центр спеціальних операцій Британії не відмовився від планів знищення заводу.

## Операція «Ганнерсайд»
Група «Ластівка» отримала наказ закріпитися у своєму укритті в горах, замаскуватися та очікувати повторної операції. Умови були вкрай важкі: за свідченням місцевих, ця зима стала однією з найсуворіших за тривалий час. Передова група не мала у своєму розпорядженні достатніх для виживання ресурсів, а в засніжених, неродючих горах не було ніякої надії знайти хоч якісь ресурси. «Ластівки» встановили радіоантену біля дому, у якому вони осіли, та замаскували її під деревце, щоб не викликати підозр зі сторони німецьких розвідників. Тим часом заряд батарей закінчувався, зв'язок ставав гіршим. 4 місяці операцію відкладали через складні погодні умови. Група була на межі голодної смерті до прибуття групи норвезьких десантників.

### Повторна операція
Керування другою спробою операції довірили «УСО» (Управління спеціальних операцій). Цього разу планували провести диверсію замість прямого штурму.
Операція отримала назву «Ганнерсайд» (анг. Gunnerside) на честь назви міста, поблизу якого був тренувальний табір диверсантів УСО. Задля забезпечення достатньої підготовки до операції в Норвегії активно працювала значна агентурна мережа англійців, що нараховувала до 19 співробітників у різних районах країни. До складу диверсійної групи увійшли шестеро норвезьких добровольців, які пройшли школу спецпризначенців — Раннеберг, Ідланн, Гаукелід, Кайзер, Сторгауг та Стремсгейм. Задля їхньої підготовки задіяли школу диверсантів Саутгемптона — з неї видалили всіх курсантів, приміщення були змінені під потреби операції, а саме — відтворено макети 1:1 найважливіших частин Норск Гідро, побудованих за кресленнями норвезького головного інженера Йомара Бруна, який зміг покинути Норвегію за допомогою англійської розвідки та переїхати до Лондона. Ці дані він передав майору УСО фізику Лейфу Тронстанну. Тепер англійці мали в своєму розпорядженні повний комплекс знань для тренування диверсійної групи. Перед підготовкою десантникам не сказали, яка саме операцію планують, лише загально розповівши про зміст їхньої майбутньої роботи. Команда під постійним контролем тренувалася більше чотирьох місяців — у темній коморі вони з зав'язаними очима тренувались встановлювати заряди. У школі вивчали напам'ять плани місцевості, заводу, охоронних постів, шляхи підходу-відходу; вивчали аерофотознімки. Десантники пройшли курс поводження з вибуховими речовинами — для виконання операції були необхідніли навички інженерних робіт, оскільки в ході операції могли з'явитися складнощі з мінами.
16 лютого 1943 р. група була готова до перекидання в Норвегію та виконання завдання. Тепер їх проінформували, у чому полягає їхня мета — знищення заводу важкої води на крайній півночі Норвегії. За планом диверсантів мали висадити за 40 км від бази «Ластівок». Пройшовши цю відстань, вони мали об'єднатись з авангардом і разом піти до мети.

### Хід операції
16 лютого в Шотландії було тепло, тому шестеро кремезних чоловіків у білих маскхалатах, теплому одязі та на лижах на аеродромі кидалися в очі. Але розвідка абвера пропустила цей момент: німці не дізнались про початок операції. Кожному диверсанту видали капсулу ціаністого калію, а координати десантування в останній момент змінили — англійська розвідка робила все, щоб не повторити провал «Незнайомця».
Десантників «Ганнерсайду» висадили на замерзле озеро Скрюккен з висоти всього 300 м і за 40 км від дислокації «Ластівки». Після висадки почався страшенний буран — група витратила два дні на збір припасів і перечікування негоди. У результаті шестеро десантників вирушили до авангардної групи, несучи із собою рюкзаки вагою по 30 кг.
24 лютого дві групи зустрілись. «Ластівки» були змучені майже піврічним очікуванням — вони дуже схудли та мали довгі бороди. Група «Ганнерсайду» також була не в найкращому стані (всі обморожені, стомлені), але готові до дій, оскільки запізнення було рівнозначне провалу: за інформацією англійської агентури, із дня на день мав прийти конвой з Німеччини та забрати запаси оксиду дейтерію для подальшої роботи над ядерною зброєю.
25 лютого об'єднана група в англійській військовій формі та білих маскхалатах вирушила до Веморку, до якого було близько 70 км. Через день вони вже зайняли позицію в літньому будинку за 3 км від цілі — звідти навіть було чутно шум ГЕС. Почалось планування диверсії. Гельберга, що був родом з Рюкана та знав місцевість, послали в розвідку. Через декілька годин він приніс недобрі вісті — німці посилили охорону комплексу: на мосту встановили додаткові кулеметні гнізда, на охоронних постах — прожектори. Щоб увійти на завод, було два шляхи: міст через ущелину та залізничні колії. Щоб запобігти бою з охороною мосту та, як наслідок, розстрілу цивільних громадян, диверсанти вирішили йти через колії.
У 22:00 26 лютого загін почав рухатися до цілі. Залишивши лижі, диверсанти під командуванням Реннеберга піднялись на насип. Через засніжені колії дійшли до воріт та провели перевірку на наявність мін. Було прийнято рішення — атакувати о пів на першу ночі. Ланцюг на воротах перерізали. Прокравшись на територію комплексу, диверсанти «Ганнерсайд» побачили сприятливу для проведення диверсії картину: не було жодного освітлення, окрім ручних ліхтариків патрульних, що робило подолання лінії патрулів значно легшою справою. Проповзши повз патрульних та охорону група дійшла до гідролізного цеху. Там все було як на макеті — інженера за пультом знешкодили хлороформом та пройшли до лінії високої концентрації через кабельний тунель. Підривні заряди були встановлені на 18 гідролізних батареях і цистернах із готовою водою. Витягнувши приспаного інженера, група швидко покинула приміщення цеху. Вже коли група почала спуск в западину, вони почули за своєю спиною глухий шум та вибухи без зовнішніх ознак — корпус цеху був досить міцним, щоб витримати внутрішнє ураження. Вже після повернення до штабу вони взнали, що німці втратили не лише цех високої концентрації, а й близько 0,5 т готової води. Група відійшла на плато — операцію виконали успішно, тепер їм нічого не заважало покинути місце її проведення. Щоб не викликати підозр, група розділилась — п'ятеро в англійській формі та маскхалатах вирушили маршем по окупованій Норвегії до кордону зі Швецією, троє залишились на плато, двоє вирушили до Осло.
Звісно, такий інцидент не міг не викликати страшного резонансу в німецькому командуванні — фактично, був зірваний один з головних планів «Wunderwaffe»: мета Німеччини першими оволодіти ядерною зброєю опинилася під загрозою. Гіммлер вимагав термінового розслідування й покарання винних серед місцевих. В операції з пошуку диверсантів булі задіяні 2 800 службовців Рейху — поліція, СА, місцеві загони СС. Затримали 150 підозрюваних серед місцевих, але їх швидко відпустили — за результатами слідства, діяли професіонали, саботаж зі сторони населення був заперечений. Почали роботи з відновлення Норск Гідро, а паралельно з цим — налагодження виробництва важкої води на півночі Італії, в Маренго. Але 9 вересня 1943 р. Маренго захопили сили союзників, тому остання надія німців була на Норск Гідро. Його відновили за п'ять місяців та обладнали такою системою захисту, що жодної надії на повторне проведення диверсії не було.

### Бомбардування
Після укріплення заводу та його реконструкції союзникам не залишалось нічого, окрім бомбардування об'єкту. RoyalAirForces задали декількох бомбових ударів по комплексу, але надміцні конструкції витримали. Загинуло 21 норвежець та 22 англійських пілота.
16 листопада Американська авіація у складі 140 одиниць B-17 («Літаюча Фортеця») завдала авіаудару по комплексу. 700 авіабомб було скинуто на Веморк, 100 — на Рюкан. Однак, внаслідок вдалої німецької оборони за допомогою димогенераторів бомбометання виявилось неприцільним і було уражено лише декілька важливих точок комплексу: 1 бомба влучила в підвісний міст; 2 бомби — в будівлю заводу; 4 бомби — у ГЕС. Загинули робочі заводу та 22 місцеві мешканці. Бомбардування викликали обурення у місцевого населення та зменшення підтримки дій союзників.

## Остаточне знищення
Хоча бомбардування і не знищило завод, проте відновлювати ГЕС було б занадто довго та важко, тому німці вирішили вивезти з заводу до Німеччини всю воду, яка була готова.
У січні 1944 р. з гідролізних батарей Норск Гідро злили 15 т D20 концентрацією від 1 % до 97,6 %, що було цілком достатньо для побудови реактору та спроби створення ядерної зброї. Злиту воду розфасували по 39 контейнерам. Для маскування контейнери промаркували як «Поташний луг». Боячись диверсій, німці вживали всіх можливих заходів безпеки. Так, до Норвегії прибула спецкоманда 7-го поліцейського полку СС, групи Вермахту, напоготові були ескадрильї Люфтваффе.
Англійське командування вирішило зробити все можливе для перехоплення та знищення вантажу. Для цього був налагоджений зв'язок з групою Гаукеліда, що вже рік після «Ганнерсайду» перебувала на плато біля Рюкана. Їхні запаси їжі закінчились, тому трійка голодувала. За координатами, отриманими по рації, британські літаки відправили їм їжу, зброю та всі необхідні ресурси для здійснення диверсії. Вночі Гаукелід спустився до Рюкану та зв'язався з головним інженером «Норск Гідро» Ларсеном, який погодився допомогти в обмін на гарантії покинути Норвегію. Наступні декілька ночей група диверсантів обговорювала з цілою командою норвезьких інженерів аспекти проведення диверсії. Розглядали декілька планів. Перший запропонований варіант підриву залізничної дороги між Рюканом і причалом порому відхилили за причиною відсутності гарантій повного знищення вантажу. Тому було вирішено здійснити підрив самого порому. Основна складність полягала в наявності на ньому пасажирів, а загибель німецьких солдат потягла б за собою розстріли мирного населення. Але командування наказало здійснити диверсію за будь-яку ціну. Ларсен пообіцяв організувати відправку 20 лютого, у неділю, коли пасажирів мало бути менше. Гаукелід зробив пробний рейс на поромі, розвідавши хронологію шляху. За його розрахунком, корабель через півгодини шляху досягав місця з глибиною в 400 м, що було достатнім для диверсії. На випадок помилки на тому березі була замаскована група «Chaffinch», яка мала знищити вантаж у разі його надходження. Британські бомбардувальники також були в режимі підвищеної готовності до атаки — на випадок потрібності добити залишки вантажу.

### Підготовка диверсії
Ресурсів було цілком достатньо для виконання завдання. У магазині диверсанти купили пристрої, що могли служити детонаторами, а місцевий майстер Дисет виготовив із двох будильників підривний пристрій. У коморі вони знайшли рукав з мішковини довжиною близько 3,5 м, у який набили 8 кг пластиду з розрахунку потужності знищення в 1 м² — цього було цілком достатньо для виведення з ладу гвинта та рульового управління, щоб судно не змогло дотягнути до мілководдя, але при цьому тонуло повільно — потрібно було створити умови для порятунку мирних пасажирів.

### Хід операції
20 лютого о 4-й годині ранку диверсанти проникнули до порому, що стояв на причалі, проповзши в холодній воді, встановили бомбу біля гвинта та повернулися на берег. Була помічена значна охорона залізничного шляху від Норск Гідро до самого порому. До причалу рушив залізничний склад. О 10-й годині ранку цистерни були вже на судні. Пором рушив на південь, маючи на борту 54 пасажири. Через 45 хвилин прогримів вибух, корабель значно нахилився на корму, з палуби зірвались закріплені вагони з контейнерами та звалилися у воду. Загинуло 26 чоловік. 4 контейнера з 39 випливли на поверхню, які давали 121 літр важкої води. Німці зібрали та додали їх до запасів води у Німеччині, але наявна кількість води була критично недостатньою, вона потребувала збагачення на заводі в Селезії, до якого вже підходила Радянська Армія. Німецьке командування було впевнено у своїй здатності першими запустити реактор. Але оксиду дейтерію було недостатньо. Ядерна програма Німеччини провалилася.

## Подальша доля
Компанія «Норск Гідро [Архівовано 22 лютого 2011 у Wayback Machine.]» після деокупації Норвегії існувала та існує на даний момент як нафтогазова компанія Норвегії. Сам завод проіснував до 1988 р. та виконував роль частини ГЕС. Після 1988 р. був переобладнаний компанією під музей промислових робітників [Архівовано 5 серпня 2018 у Wayback Machine.]. На даний момент він функціонує та є відкритим для відвідувачів. У 2014 р. на території музею була відкрита виставка «Герої Телемарку», більша частина якої присвячена операціям «Ганнерсайд» та «Незнайомець».

## У масовій культурі
Шведська павер-метал група «Sabaton» у своєму альбомі «Coat of Arms» видала пісню «Saboteurs» (англ. — диверсанти), яка повністю присвячена операції «Ганнерсайд» та уславлює норвезьких патріотів, що здійснили операцію з порятунку світу та стали героями Телемарку.